# El camino más largo
El camino más largo es el quinto disco de estudio de la banda uruguaya No Te Va Gustar. Grabado entre mayo y agosto del 2008 en los estudios "Elefante Blanco" de Montevideo y publicado el 23 de octubre del mismo año. Cuenta con 13 canciones, siguiendo la línea de los últimos discos de experimentar sonidos e instrumentos como el Electric Wind Instrument (EWI) que usa Mauricio Ortiz o los sintetizadores en varios temas. Incluye colaboraciones como en "Mirarte a los Ojos" con Roberto Musso, vocalista del Cuarteto de Nos. A diferencia de su antecesor, Todo es tan inflamable, este disco es bastante más alegre musicalmente y algunas de las raíces de la banda se pueden notar aún. Líricamente tiene tintes románticos, políticos y contra el periodismo. Al igual que todos los discos de No Te Va Gustar, no hay pista 13 por una cuestión de cábala. También, el disco trae un código que puede ser introducido en la web oficial para poder bajar contenido extra. El primer corte de difusión del disco fue "El Camino", inspirado musicalmente por "El Genio Del Dub", de la agrupación argentina Los Fabulosos Cadillacs.

## Lista de temas
| Número de pista | Título             | Autor                             | Duración | Videos                   |
| --------------- | ------------------ | --------------------------------- | -------- | ------------------------ |
| 01              | El camino          | Emiliano Brancciari               | 5:13     | NTVG - El Camino         |
| 02              | Como si estuviera  | Emiliano Brancciari               | 4:00     | NTVG - Como si Estuviera |
| 03              | Esta plaga         | Emiliano Brancciari               | 2:55     | No existe                |
| 04              | Tu nombre          | Emiliano Brancciari               | 4:25     | No existe                |
| 05              | El mismo canal     | Emiliano Brancciari               | 3:26     | NTVG - El mismo canal    |
| 06              | Niño               | Emiliano Brancciari               | 3:28     | No existe                |
| 07              | Tan lejos          | Brancciari/Castex/Ramos           | 4:58     | NTVG - Tan lejos         |
| 08              | Rata               | Emiliano Brancciari               | 2:51     | No existe                |
| 09              | Solo tu boca       | Emiliano Brancciari               | 3:46     | No existe                |
| 10              | Mirarte a los ojos | Emiliano Brancciari/Roberto Musso | 2:02     | No existe                |
| 11              | Que sean dos       | Emiliano Brancciari               | 4:36     | No existe                |
| 12              | Navegar            | Emiliano Brancciari               | 3:02     | No existe                |
| 13              | ----               | Emiliano Brancciari               | 0:03     | No existe                |
| 14              | Te quedás          | Emiliano Brancciari               | 4:00     | No existe                |

## Contenido extra
| Título                             | Autor                                  | Duración Total |
| ---------------------------------- | -------------------------------------- | -------------- |
| Sólo tu boca (Versión Alternativa) | Emiliano Brancciari                    | 3:46           |
| El Camino (Chávez Remix)           | Matías "Chávez" Méndez/No te va gustar | 4:32           |
| Hoy Tal vez (Video)                | No te va gustar                        | 2:48           |
| Esos Ojos (Video)                  | No te va gustar                        | 3:20           |

## Músicos
- Emiliano Brancciari: Voz, guitarra, coros y Casiotone.
- Gonzalo Castex: Percusión y guitarra.
- Martín Gil: Trompeta, Flugelhorn y coros.
- Denis Ramos: Trombón, Euphonium y coros.
- Mauricio Ortiz: Saxo tenor, saxo barítono y Ewi.
- Marcel Curuchet: Teclados.
- Diego Bartaburu: Batería.
- Guzmán Silveira: Bajo.

## Invitados
| Nombre                           | Instrumento    | Canciones                                  |
| -------------------------------- | -------------- | ------------------------------------------ |
| Matías "Chávez" Méndez           | Sintetizadores | El camino/El mismo canal/Rata/Que sean dos |
| Alejandro Piccone                | Trompeta       | El camino/Esta plaga/Rata                  |
| Alejandro Sokol                  | Voz            | El camino                                  |
| Chucho Parisi                    | Voz            | Esta plaga                                 |
| "El Gordo" y "Pantera"           | Comentarios    | El mismo canal                             |
| Martín Méndez y Juan Casanova    | Guitarra y voz | Tan lejos                                  |
| Roberto Musso y Nicolás Ibarburu | Voz y banjo    | Mirarte a los ojos                         |
| Elena Prieto y María Rodríguez   | Voz y coro     | Que sean dos                               |
| Fiorella Chiappe                 | Coro           | Te quedás                                  |

- Datos: Q5824184